# 帰巣本能
帰巣本能（きそうほんのう）あるいは帰巣性（きそうせい）とは、動物が不慣れな地域を通って元々暮らしている場所にたどり着くことを可能とする生来の能力のことである。元々の場所は、縄張りや巣などである。さまざまな生物の帰巣性について研究されているが、まだよく解明されていないことも多い。帰家習性、帰家性（きかせい）という語も使われる。
帰巣本能は、渡りの際に以前暮らした場所を見つける際にも使用されうる。サケのように、何年も前に巣としていた川に遡上する場合も帰巣本能によるとされる。また、アカハライモリなどのように、長距離にわたって移動した後に元々住んでいた縄張りに戻る場合にも帰巣本能が使われる。
犬は地磁気を感知しているという指摘をされており、帰巣本能にも利用しているとされる。また、帰巣方法として、27匹を使った622回の実験で元来た道をたどるトラッキングを行ったパターンは399回、新しい道を開拓するスカウティングを行ったパターンが223回、50回はトラッキングの途中でスカウティングに変更したパターンで、スカウティングで移動した場合はショートカットされて所要時間が短縮された。

## 航法による帰巣
帰巣において、真の航法を用いる動物も存在する。ここでいう航法とは、馴染みのある場所では道路や河川、山などを目印として飛行したり、島しょなどを目印として泳いだりするという意味である。しかし、このような航法は、その動物がすでに知っている場所でしか使えない。例えば、伝書鳩は主として道路や建物といった目印を使って元いた場所に戻ってくることが知られている。また、ウミガメも海中で正しい方向を判断するために目印を使用する。

## 磁覚による帰巣
動物の多くは、地球の磁気、つまり地磁気に基づいて帰巣の経路を見つける（磁気コンパス）。この場合、地磁気と他の方法を併用するのが普通である。具体的には、鳥やカメの渡りにおける太陽の方角（太陽コンパス）が知られている。また、水中に棲むロブスターや地中に棲むモグラのように、磁覚以外に帰巣のための手段を持たない生物も存在する。

## 天体による帰巣
天体（星）を利用して帰巣する動物も存在する。例えば、マダライモリは星が見えるときにだけ帰巣することができる。

## 嗅覚による帰巣
いくつかの種のサンショウウオは、嗅覚、つまり臭いを利用して帰巣することが確認されている。サケも故郷の川に帰るときに嗅覚を必要とする。

## 地形学的な記憶による帰巣
地形学的な記憶、つまり目的地を取り巻く周囲に関する記憶も帰巣の際に通常用いられる。この方法による帰巣を用いるのは、主に軟体動物などの比較的下等な生物である。カサガイはこの方法で帰巣するとされているが、これについては議論もある。